# Carl Dahlhaus

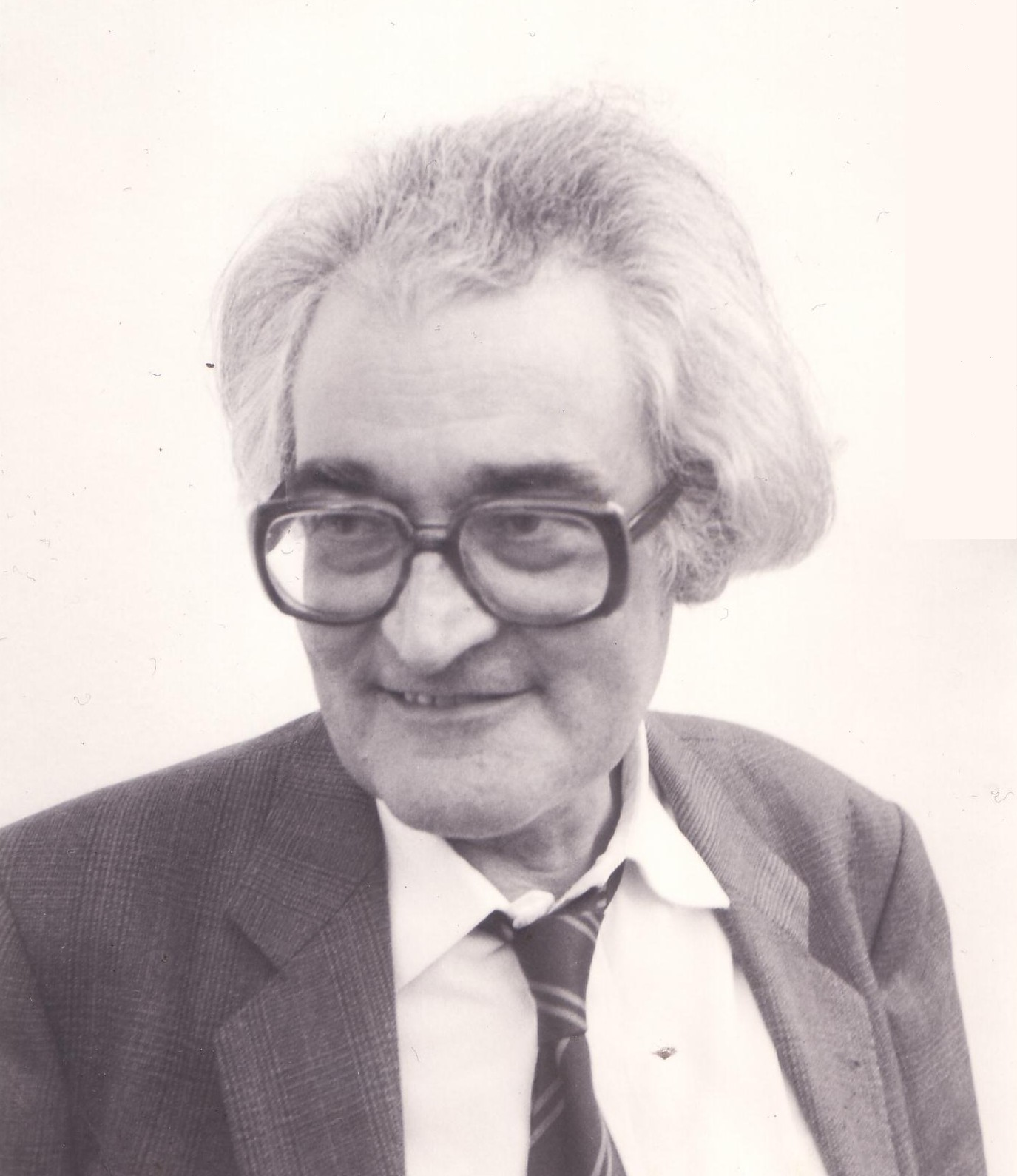
Carl Dahlhaus (1928–1989)

Carl Dahlhaus (* 10. Juni 1928 in Hannover; † 13. März 1989 in Berlin) war ein deutscher Musikwissenschaftler.

## Leben
Dahlhaus studierte zunächst Jura, später Musikwissenschaft an den Universitäten Göttingen und Freiburg im Breisgau; zu seinen Göttinger Kommilitonen gehörten Joachim Kaiser und Rudolf Stephan. In Göttingen wurde er 1953 mit einer Arbeit über die Messen von Josquin des Prés promoviert. Nach einer Tätigkeit als Dramaturg von 1950 bis 1958 am Deutschen Theater Göttingen unter Heinz Hilpert und von 1960 bis 1962 als Redakteur der Stuttgarter Zeitung wandte er sich der Forschung zu. Von 1962 bis 1966 war er Wissenschaftlicher Sachbearbeiter für musikalische Landesforschung an der Universität Kiel. Dort habilitierte er sich 1966 mit den Untersuchungen über die Entstehung der harmonischen Tonalität. Nach einem Jahr als Wissenschaftlicher Rat an der Universität des Saarlandes wurde Dahlhaus 1967 als Nachfolger von Hans Heinz Stuckenschmidt auf den Lehrstuhl für Musikgeschichte an der Technischen Universität Berlin berufen.
Seine Hauptarbeitsgebiete waren neben der Musikgeschichte des 19. und 20. Jahrhunderts die Musikästhetik und Musiktheorie. Er war Autor und Herausgeber zahlreicher, meist enzyklopädischer Schriften, so des Neuen Handbuchs der Musikwissenschaft, sowie Editionsleiter der Richard-Wagner-Gesamtausgabe und Mitherausgeber von Pipers Enzyklopädie des Musiktheaters.
Carl Dahlhaus wurde 1985 mit dem Großen Verdienstkreuz mit Stern der Bundesrepublik Deutschland geehrt. Er war Mitglied des Ordens Pour le mérite für Wissenschaften und Künste und der Deutschen Akademie für Sprache und Dichtung. 1987 erhielt er den Frankfurter Musikpreis. Sein ihm zuerkanntes Forschungsstipendium am Historischen Kolleg in München für das Kollegjahr 1988/1989 konnte Dahlhaus aus gesundheitlichen Gründen nicht mehr antreten.

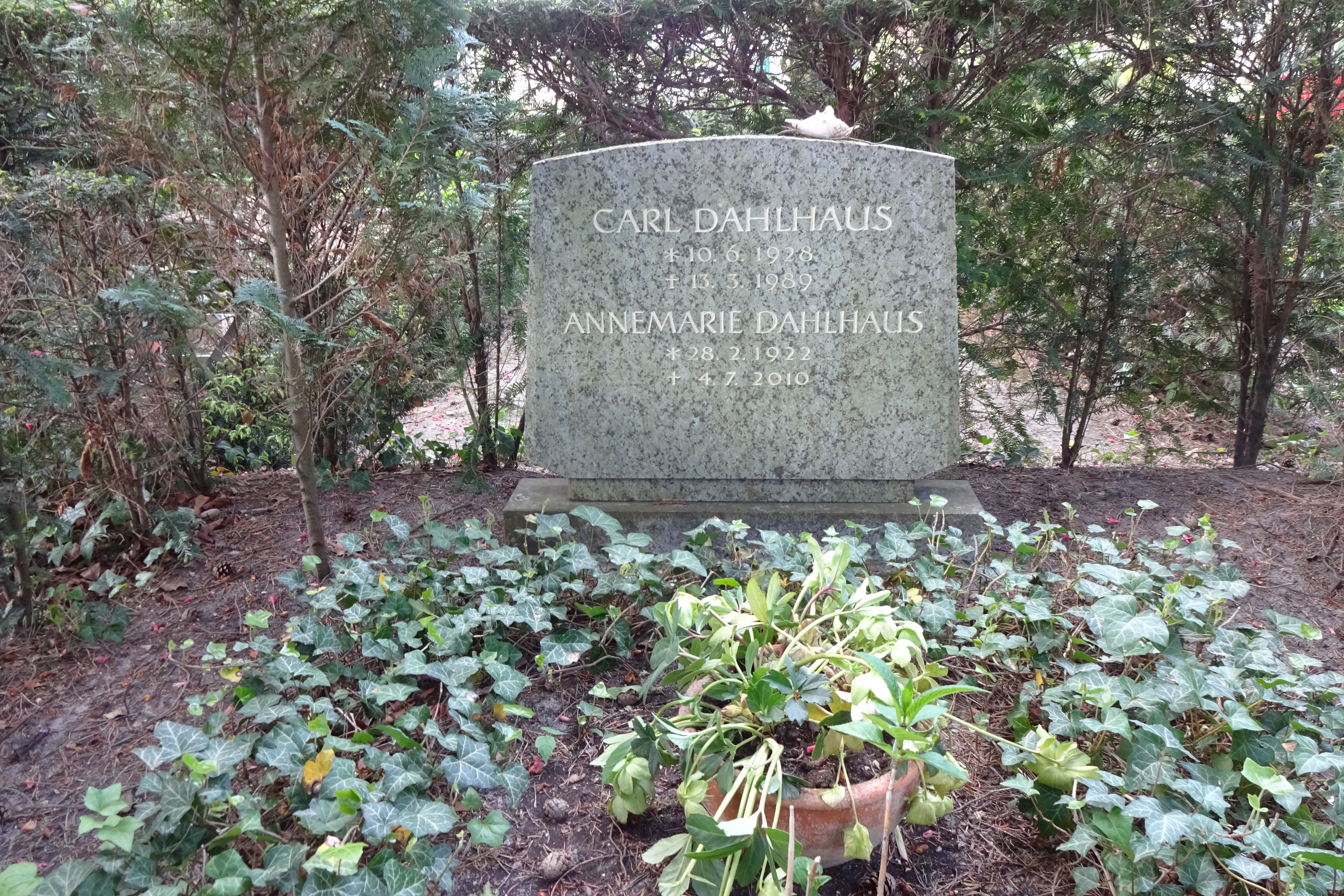
Grabstätte

Er ist auf dem Evangelischen Kirchhof Nikolassee in Berlin bestattet.

## Schriften
- Carl Dahlhaus: Gesammelte Schriften. Herausgegeben von Hermann Danuser in Verbindung mit Hans-Joachim Hinrichsen und Tobias Plebuch. 11 Bände. Laaber-Verlag, Laaber 2000–2007, ISBN 3-89007-235-6.

### Bücher
- Studien zu den Messen Josquins des Prés. Göttingen 1953 (Göttingen, Univ., Dissertation v. 22. April 1953).
- Johannes Brahms, Klavierkonzert Nr. 1 d-moll op. 15 (= Meisterwerke der Musik. H. 3, ZDB-ID 1083258-0). Fink, München 1965.
- Untersuchungen über die Entstehung der harmonischen Tonalität. Kiel 1966 (Kiel, Univ., Habil.-Schr., 1966).
- Musikästhetik (= Musik-Taschen-Bücher. Theoretica. Bd. 8 = Musik-Taschenbücher 255, ZDB-ID 526251-3). Gering, Köln 1967.
- Arnold Schönberg, Variationen für Orchester, op. 31 (= Meisterwerke der Musik. H. 7). Fink, München 1968.
- Analyse und Werturteil (= Musikpädagogik. Bd. 8 = Edition Schott 6371). Schott, Mainz 1970, ISBN 3-7957-1707-8.
- Richard Wagners Musikdramen. Friedrich, Velber 1971.
- Wagners Ästhetik. Edition Musica, Bayreuth 1971.
- Wagners Konzeption des musikalischen Dramas (= Arbeitsgemeinschaft 100 Jahre Bayreuther Festspiele. Bd. 5). Bosse, Regensburg 1971, ISBN 3-7649-2061-0.
- mit Lars Ulrich Abraham: Melodielehre (= Musik-Taschen-Bücher. Theoretica. Bd. 13 = Musik-Taschenbücher 256). Gerig, Köln 1972.
- Zwischen Romantik und Moderne. 4 Studien zur Musikgeschichte des späteren 19. Jahrhunderts (= Berliner musikwissenschaftliche Arbeiten. Bd. 7). Katzbichler, München 1974, ISBN 3-87397-037-6.
- mit Ernst Apfel: Studien zur Theorie und Geschichte der musikalischen Rhythmik und Metrik (= Musikwissenschaftliche Schriften. Bd. 1). 2 Bände. Katzbichler, München 1974, ISBN 3-87397-100-3 (zwei Kapitel wurden von Dahlhaus geschrieben, die anderen von Apfel)
- Grundlagen der Musikgeschichte (= Musik-Taschen-Bücher. Theoretica. Bd. 15 = Musik-Taschenbücher 268). Gerig, Köln 1977, ISBN 3-87252-101-2.
- Die Idee der absoluten Musik. Bärenreiter, Kassel u. a. 1978, ISBN 3-7618-0599-3.
- Ludwig van Beethoven, IV. Symphonie B-Dur (= Meisterwerke der Musik. Bd. 20). Fink, München 1979, ISBN 3-7705-1740-4.
- Die Musik des 19. Jahrhunderts (= Neues Handbuch der Musikwissenschaft. Bd. 6). Athenaion u. a., Wiesbaden u. a. 1980, ISBN 3-7997-0748-4.
- Musikalischer Realismus. Zur Musikgeschichte des 19. Jahrhunderts (= Serie Piper 239). Piper, München 1982, ISBN 3-492-00539-X.
- Die Musiktheorie im 18. und 19. Jahrhundert (= Geschichte der Musiktheorie. Bd. 10–11). 2 Bände. Wissenschaftliche Buchgesellschaft, Darmstadt 1984–1989.
- mit John Deathridge: The New Grove Wagner. Macmillan, London u. a. 1984, ISBN 0-333-36065-6.
- mit Michael Zimmermann: Musik, zur Sprache gebracht. Musikästhetische Texte aus drei Jahrhunderten (= dtv 4421 dtv-Bärenreiter). Deutscher Taschenbuch-Verlag u. a., München 1984, ISBN 3-7618-4421-2.
- mit Hans Heinrich Eggebrecht: Was ist Musik? (= Taschenbücher zur Musikwissenschaft. Bd. 100). Heinrichshofen, Wilhelmshaven 1985, ISBN 3-7959-0465-X.
- Ludwig van Beethoven und seine Zeit. Laaber-Verlag, Laaber 1987, ISBN 3-921518-87-3.
- mit Ruth Katz: Contemplating Music (Sources in the aesthetic of music, selected, edited, annotated and introduced, with original translations, in four volumes), New York: Pendragon Press, 1987–1991. Vol. I: Substance (1987); Vol. II: Import (1989); Vol. III: Essence (1991); Vol. IV: Community of Discourse (1991).
- mit Norbert Miller: Europäische Romantik in der Musik. 2 Bände. Metzler, Stuttgart 1999–2008 (posthum), ISBN 3-476-01982-9.

### Sammelbände
- Schönberg und andere. Gesammelte Aufsätze zur Neuen Musik. Schott, Mainz u. a. 1978.
- Vom Musikdrama zur Literaturoper. Aufsätze zur neueren Operngeschichte. Katzbichler, München u. a. 1983, ISBN 3-87397-090-2.
- Klassische und romantische Musikästhetik. Laaber-Verlag, Laaber 1988, ISBN 3-89007-142-2.

### Aufsätze
- Harmonik; Kontrapunkt; Melodik; Musikästhetik; Rhythmik-Metrik; Tonsystem. Alle in: Rudolf Stephan (Hrsg.): Musik (= Das Fischer-Lexikon. (Enzyklopädie des Wissens). Bd. 5). Fischer-Taschenbuch-Verlag, Frankfurt am Main 1957.
- Notenschrift heute. In: Ernst Thomas (Hrsg.): Notation neuer Musik (= Darmstädter Beiträge zur neuen Musik. Bd. 9, ISSN 0418-3878). Schott’s Söhne u. a., Mainz u. a. 1965, S. 9–34.
- Formprinzipien in Wagners „Ring des Nibelungen“. In: Heinz Becker (Hrsg.): Beiträge zur Geschichte der Oper (= Studien zur Musikgeschichte des 19. Jahrhunderts. Bd. 15, ISSN 0081-7341). Bosse, Regensburg 1969, S. 95–129.
- Geschichtliche und ästhetische Erfahrung. In: Walter Wiora (Hrsg.): Die Ausbreitung des Historismus über die Musik (= Studien zur Musikgeschichte des 19. Jahrhunderts. Bd. 14). Bosse, Regensburg 1969, S. 243–247.
- Klassizität, Romantik, Modernität: zur Philosophie der Musikgeschichte des 19. Jahrhunderts. In: Walter Wiora (Hrsg.): Die Ausbreitung des Historismus über die Musik (= Studien zur Musikgeschichte des 19. Jahrhunderts. Bd. 14). Bosse, Regensburg 1969, S. 261–276.
- Wagner und die Programmusik. In: Studies in Romanticism. Vol. 9, 1970, ISSN 0039-3762, S. 3–20.
- Ästhetische Probleme der elektronischen Musik. In: Fritz Winckel (Hrsg.): Experimentelle Musik. Raum-Musik, visuelle Musik, Medien-Musik, Wort-Musik, Elektronik-Musik, Computer-Musik (= Schriftenreihe der Akademie der Künste. Bd. 7, ISSN 0587-4610). Mann, Berlin 1970, S. 81–90.
- Ist die Zwölftontechnik illusorisch? Eine Dublik. In: Die Musikforschung. Bd. 25, 1972, ISSN 0027-4801, S. 68–73.
- Zur Kritik des ästhetischen Urteils. In: Die Musikforschung. Bd. 23, 1970, S. 411–419.
- Adornos Begriff des musikalischen Materials. In: Hans Heinrich Eggebrecht (Hrsg.): Zur Terminologie der Musik des 20. Jahrhunderts (= Veröffentlichungen der Walcker Stiftung. H. 5, ZDB-ID 401389-x). Musikwissenschaftliche Verlags-Gesellschaft, Stuttgart 1974, S. 9–17.
- Romantische Musikästhetik und Wiener Klassik. In: Archiv für Musikwissenschaft. Bd. 29, H. 3, 1972, ISSN 0003-9292, S. 167–181.
- Politische und ästhetische Kriterien der Kompositionskritik. In: Darmstädter Beiträge zur Neuen Musik. Bd. 17, 1973, S. 14–27.
- Traditionszerfall im 19. und 20. Jahrhundert. In: Hans Heinrich Eggebrecht, Max Lütolf (Hrsg.): Studien zur Tradition in der Musik. Kurt von Fischer zum 60. Geburtstag. Katzbichler, München 1973, ISBN 3-87397-035-X, S. 177–190.
- Zur Problematik der musikalischen Gattungen im 19. Jahrhundert. In: Wulf Arlt u. a. (Hrsg.): Gattungen der Musik in Einzeldarstellungen. Gedenkschrift Leo Schrade. Folge 1. Francke, Bern u. a. 1973, ISBN 3-7720-0356-7, S. 840–895.
- Liszts „Bergsymphonie“ und die Idee der Symphonischen Dichtung. In: Jahrbuch des Staatlichen Instituts für Musikforschung, Preußischer Kulturbesitz. 1975, ISSN 0572-6239, S. 96–130.
- Was heißt Improvisation? In: Reinhold Brinkmann (Hrsg.): Improvisation und neue Musik. 8 Kongressreferate (= Veröffentlichungen des Instituts für Neue Musik und Musikerziehung Darmstadt. Bd. 20). Schott, Mainz u. a. 1979, ISBN 3-7957-1760-4, S. 9–23.
- Musik und Jugendstil. In: Jürg Stenzl (Hrsg.): Art nouveau, Jugendstil und Musik. Herausgegeben aus Anlass des 80. Geburtstages von Willi Schuh. Atlantis, Zürich 1980, ISBN 3-7611-0604-1, S. 73–88.
- Musorgskij in der Musikgeschichte des 19. Jahrhunderts. In: Heinz-Klaus Metzger, Rainer Riehn (Hrsg.): Modest Musorgskij – Aspekte des Opernwerks (Musik-Konzepte 21). edition text + kritik, München 1981, ISBN 3-88377-093-0, S. 7–22.
- Warum ist neue Musik so schwer verständlich? Plädoyer für ein historisches Verständnis. In: Heinz Maier-Leibnitz (Hrsg.): Zeugen des Wissens. v. Hase und Koehler, Mainz 1986, ISBN 3-7758-1111-7, S. 939–956.

### Herausgeberschaft
- Johann Theile: Musikalisches Kunstbuch (= Denkmäler norddeutscher Musik. Bd. 1, ZDB-ID 540648-1). Bärenreiter, Kassel u. a. 1965.
- Studien zur Trivialmusik des 19. Jahrhunderts. = Studien zur Trivialmusik im 19. Jahrhundert (= Studien zur Musikgeschichte des 19. Jahrhunderts. Bd. 8, ISSN 0081-7341). Bosse, Regensburg 1967.
- Das Drama Richard Wagners als musikalisches Kunstwerk (= Studien zur Musikgeschichte des 19. Jahrhunderts. Bd. 23). Bosse, Regensburg 1970.
- Richard Wagner: Klavierwerke (= Sämtliche Werke. Bd. 19). Schott, Mainz u. a. 1970.
- Einführung in die systematische Musikwissenschaft (= Musik-Taschen-Bücher. Bd. 10, ZDB-ID 526251-3). Musikverlag Gerig, Köln 1971.
- Richard Wagner. Werk und Wirkung (= Studien zur Musikgeschichte des 19. Jahrhunderts. Bd. 26). Bosse, Regensburg 1971, ISBN 3-7649-2055-6.
- Riemann Musiklexikon. 12. Auflage. Personenteil: Ergänzungsbände. Mainz 1972–1975.
- Das Problem Mendelssohn (= Studien zur Musikgeschichte des 19. Jahrhunderts. Bd. 41). Bosse, Regensburg 1974, ISBN 3-7649-2093-9.
- Beiträge zur musikalischen Hermeneutik (= Studien zur Musikgeschichte des 19. Jahrhunderts. Bd. 43). Bosse, Regensburg 1975, ISBN 3-7649-2102-1.
- Funkkolleg Musik. Studienbegleitbrief. Beltz u. a., Weinheim u. a. 1977–1978.
- mit Hans Heinrich Eggebrecht: Brockhaus-Riemann-Musiklexikon. 2 Bände. Brockhaus, Wiesbaden 1978–1979, ISBN 3-7653-0303-8.
- Studien zur Musikgeschichte Berlins im frühen 19. Jahrhundert (= Studien zur Musikgeschichte des 19. Jahrhunderts. Bd. 56). Bosse, Regensburg 1980, ISBN 3-7649-2158-9.
- mit Hermann Danuser: Neues Handbuch der Musikwissenschaft. 13 Bände. Laaber-Verlag u. a., Laaber u. a. 1980–1995, ISBN 3-7997-0742-5.
- mit Helga de la Motte-Haber: Systematische Musikwissenschaft (= Neues Handbuch der Musikwissenschaft. Bd. 10). Athenaion, Wiesbaden u. a. 1982, ISBN 3-7997-0752-2.
- Die Musik der fünfziger Jahre. Versuch einer Revision. 6 Beiträge (= Veröffentlichungen des Instituts für Neue Musik und Musikerziehung, Darmstadt. Bd. 26). Schott, Mainz u. a. 1985, ISBN 3-7957-1766-3.
- Die Musik des 18. Jahrhunderts (= Neues Handbuch der Musikwissenschaft. Bd. 5). Laaber-Verlag, Laaber 1985, ISBN 3-89007-030-2.
- mit dem Forschungsinstitut für Musiktheater der Universität Bayreuth unter Leitung von Sieghart Döhring: Pipers Enzyklopädie des Musiktheaters. 6 Bände. Piper, München 1986–1997.
- mit anderen: Funkkolleg Musikgeschichte. Europäische Musik vom 12.–20. Jahrhundert. Beltz u. a., Weinheim u. a. 1987–1988.
- mit Norbert Miller: Beziehungszauber. Musik in der modernen Dichtung (= Dichtung und Sprache. Bd. 7 = Priority 4). Hanser, München u. a. 1988, ISBN 3-446-15159-1.
- mit Albrecht Riethmüller und Alexander L. Ringer: Beethoven: Interpretationen seiner Werke. 2 Bände. Laaber-Verlag, Laaber 1994, ISBN 3-89007-259-3.

### Briefe
- Briefe 1945–1989. Hrsg. von Tobias Robert Klein. Bärenreiter/Metzler Verlag, Kassel 2022, ISBN 978-3-7618-2099-5